# Euclasea pumila
Euclasea pumila är en skalbaggsart som först beskrevs av August Reichensperger 1926.  Euclasea pumila ingår i släktet Euclasea och familjen stumpbaggar. Inga underarter finns listade i Catalogue of Life.